# Gerrit Graas
Gerardus Antonius (Gerrit) Graas (Wormer, 27 augustus 1946 – Wormer, 13 september 2021) was een Nederlandse beeldhouwer.

## Carrière
Graas was beeldhouwer van 1975 tot 1985 nadat hij in de leer was gegaan bij Karel Gomes en daar zijn passie voor het beeldhouwen heeft gevonden. Naast een heel oeuvre van beelden en studies uit klei, gips en een enkele brons, zijn er vier werken die in de publieke ruimte in de Zaanstreek staan, allemaal gemaakt van graniet. Zijn stijl is sterk gestileerd, het raakt stijlelementen van beeldhouwers van de Amsterdamse school en vindt inspiratie bij onder anderen Henry Moore. Om zijn gezin te kunnen onderhouden zocht hij na 1985 een andere inkomstenbron wegens het verdwijnen van de BKR-regeling.

## Werk (selectie)
Verbonden Hoofd, 1982
Dit kunstwerk is gemaakt in opdracht van gemeente Wormer en heeft voor het voormalig gemeentekantoor gestaan aan de Nieuweweg in Wormer. Het is een vrije verbeelding van het toenmalige wapen van Wormer, het verbonden hoofd. Nadat de gemeente in 1991 fuseerde met omringende gemeentes is de naam van de gemeente veranderd in gemeente Wormerland en daarmee ook het wapen veranderd. Sinds 1998 heeft het beeld een nieuwe plek gekregen bij de grens tussen Wormer en Jisp, bij ‘Hoek van Bosch’. Het beeld is gemaakt van rode graniet, waar Graas zeker 10 maanden aan heeft gewerkt.
Snoek, ca. 1975-80

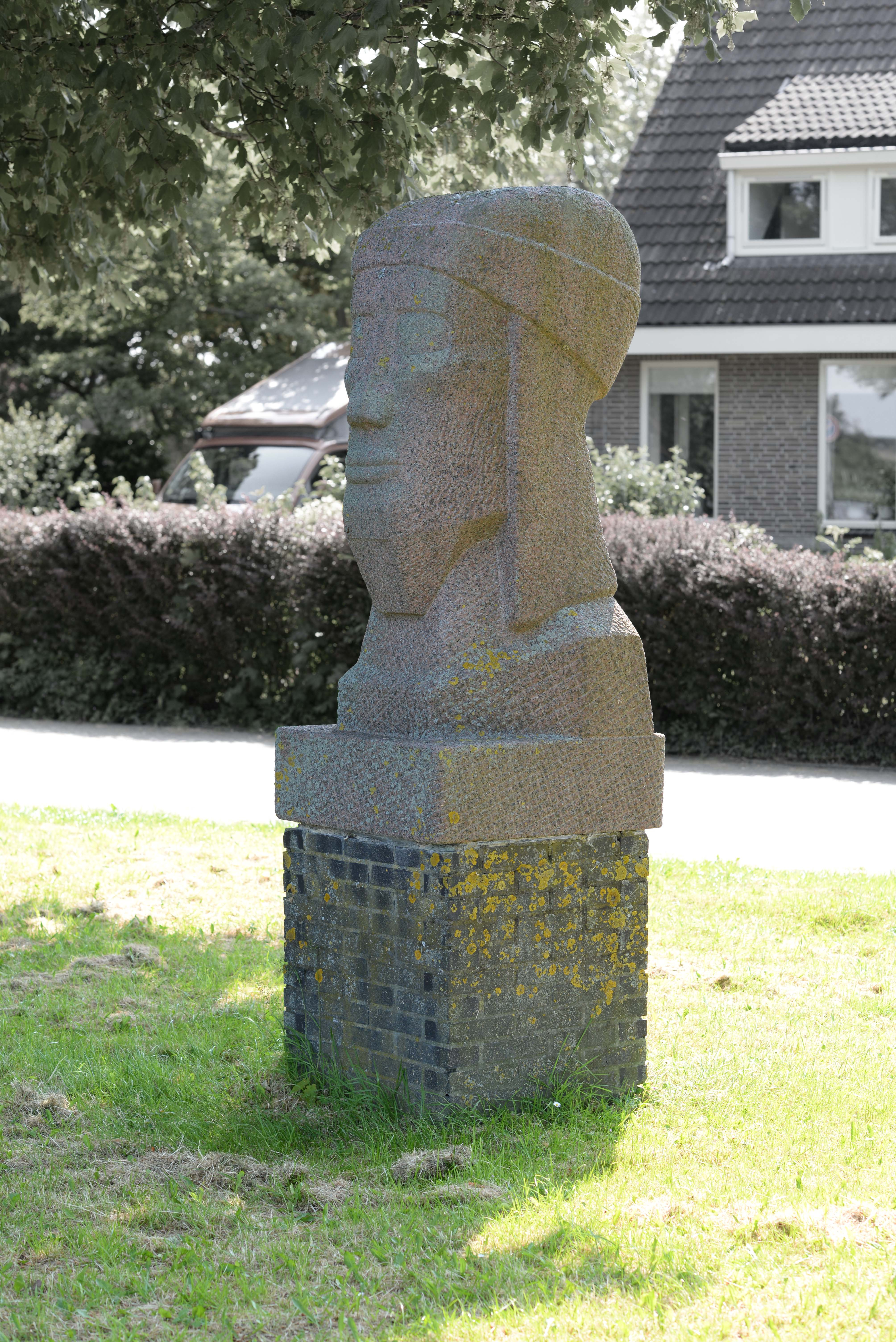

Dit beeld is gehakt uit een antieke granieten stoepband. Na op verschillende plekken te hebben gestaan bij schooltjes en op het gemeentekantoor, ligt de vis sinds 2019 bij de Poelboerderij in Wormer.
Vluchtende Haas, ca. 1975-80

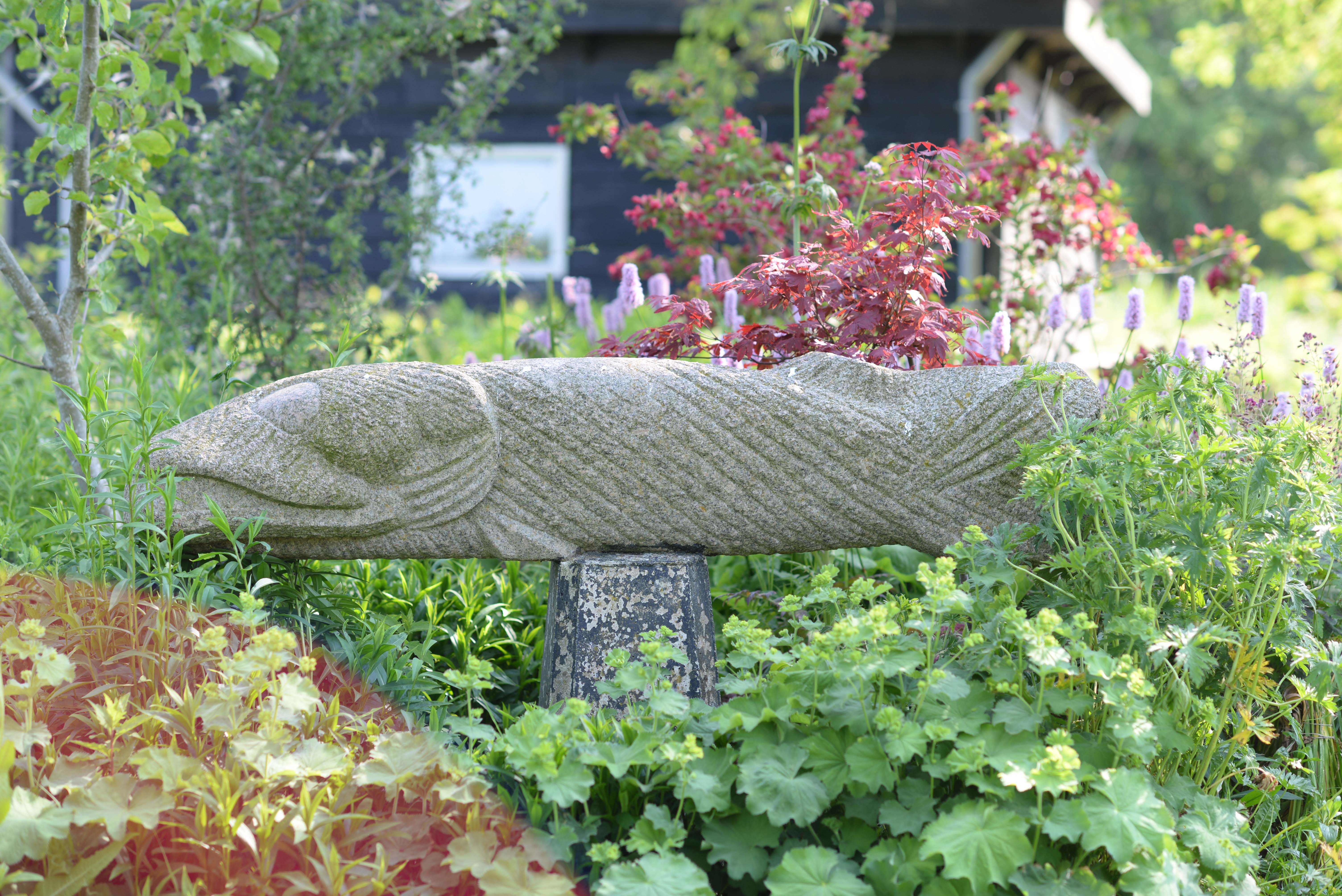

Deze haas staat voor het voormalige raadhuis van de gemeente Wijdewormer, Noorderweg 160 in Neck.
Drie Figuren In Strijd, 1985

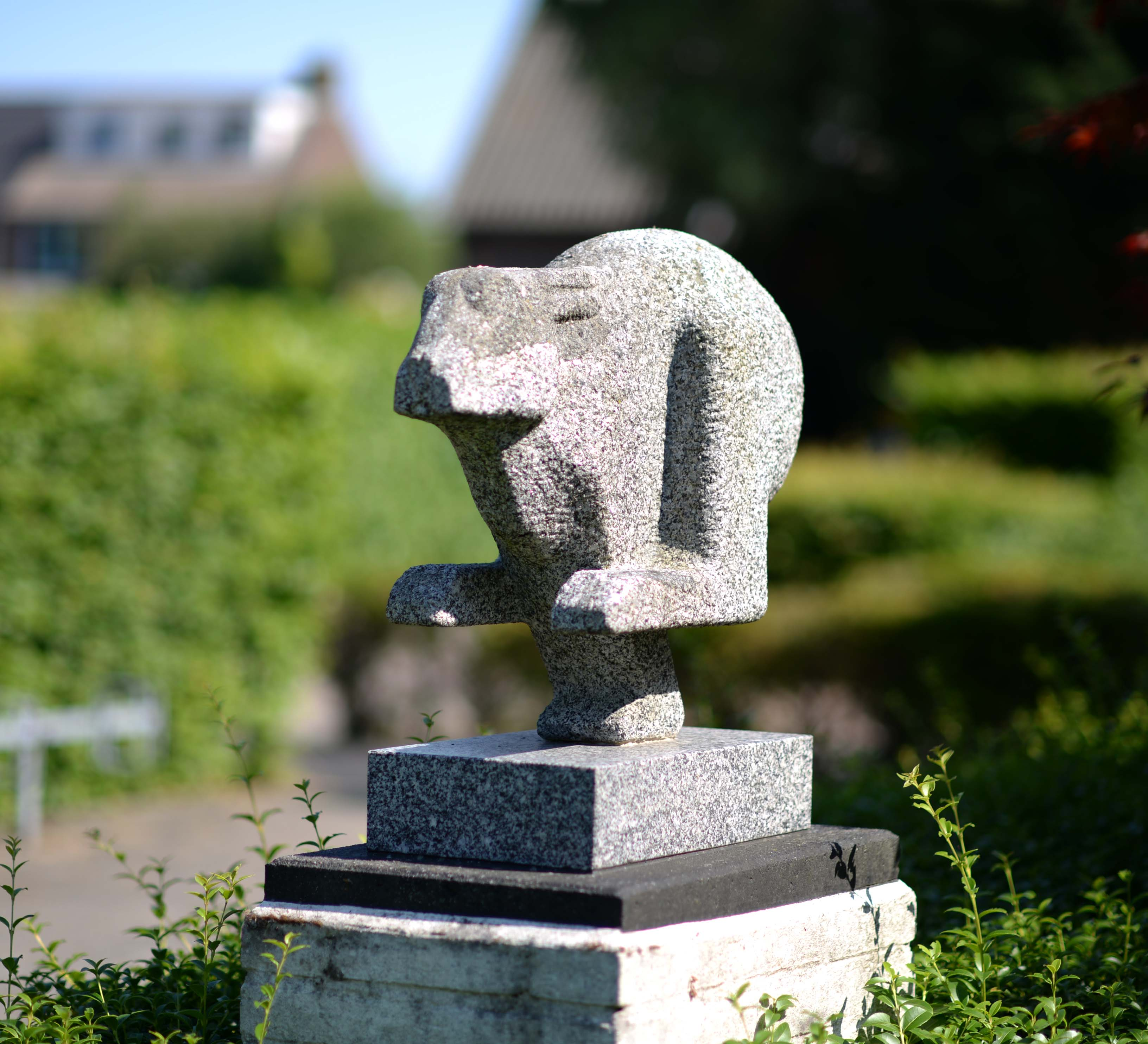
fotografie: Rutger Graas sculptuur: Gerrit Graas

In de Russische Buurt (Czaar Peterstraat hoek Marktsteeg) in Zaandam staat het beeld 'Drie figuren in strijd'. Dit beeld gaat erover dat als twee polariserende krachten tegenover elkaar staan, een neutrale partij het evenwicht kan bewaren. Er staan twee figuren tegenover elkaar, de derde houdt een schild tussenbeide.

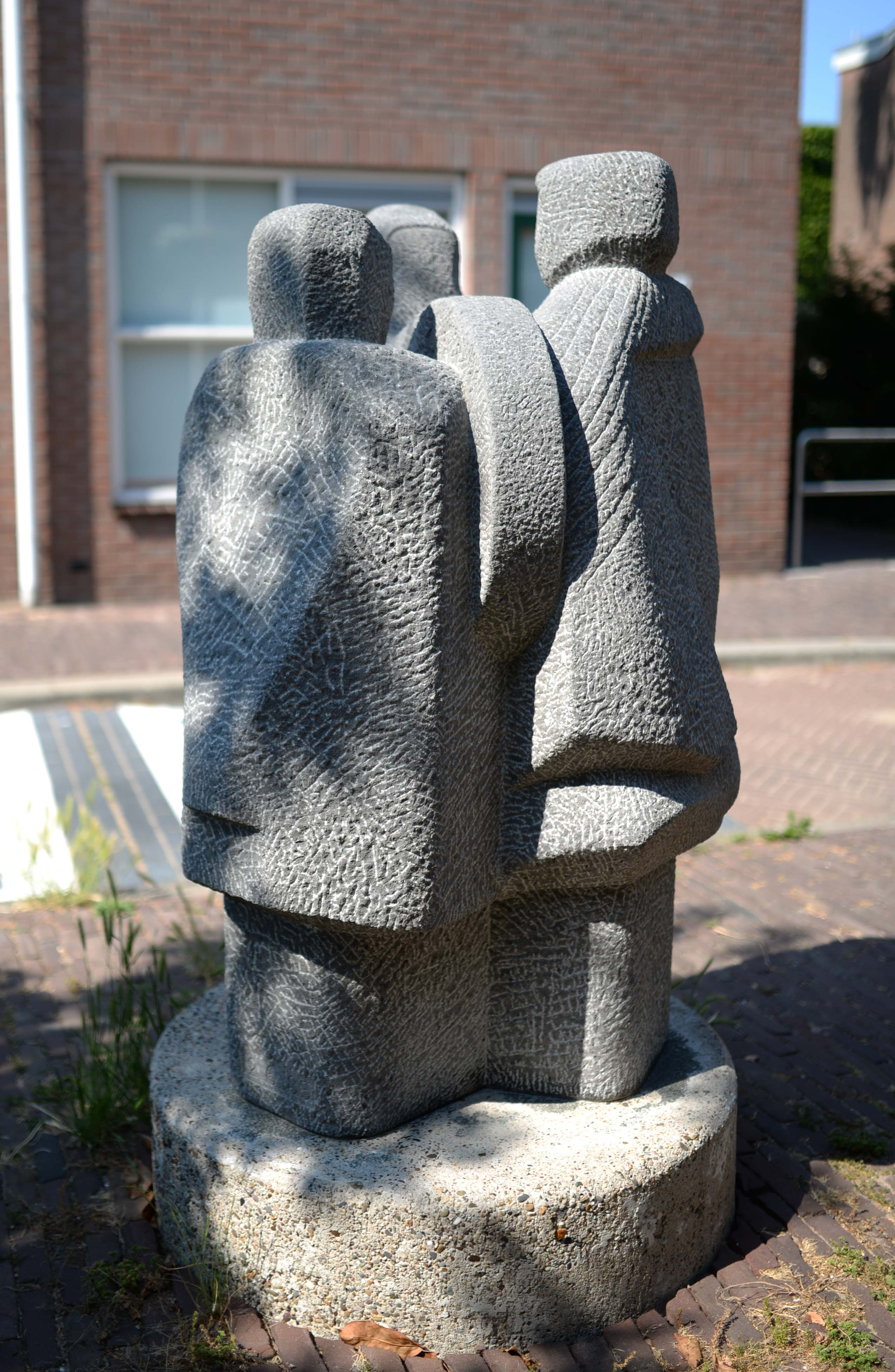
Drie figuren in strijd